# Бил
Вижте пояснителната страница за други значения на Бил.
Бил (на немски: Biel, на немски се произнася по-близко до Бийл; на френски: Bienne, Биѐн) е курортен град в Северозападна Швейцария, кантон Берн. Разположен е на северния бряг на Билското езеро около устието на река Шюс на 33 km на северозапад от столицата Берн. Първите сведения за града като населено място датират от 13 век. Той е един от центровете на часовникарската промишленост на Швейцария. Бил е ЖП възел и има летище. Населението му е 55 159 души по данни от преброяването през 2018 г.

## Спорт
Представителният футболен отбор на града се казва ФК Бил-Биен. Дългогодишен участник е в Швейцарската чалъндж лига. Тук ежегодно се провежда традиционният Билски шахматен фестивал.